# Втрачений флот
«Втрачений флот» (англ. The Lost Fleet) — серія воєнної наукової фантастики, написана Джоном Гемрі під псевдонімом Джек Кемпбелл (Jack Campbell).
Серія описує події стооднорічної міжзоряної війни між двома людськими культурами — Альянсом та Синдикатами. Головного героя Джона Ґірі знаходять у космосі в рятувальній шлюпці, в стані анабіозу через 100 років після того, як він здійснив героїчний бій до кінця проти ворожого флоту у одній з перших сутичок війни. Пропаганда Альянсу використала його образ для створення героїчного персонажа Джона «Блек Джека» Ґірі, однак ця легенда в купі з великими військовими втратами, призвела до вироблення поганої тактики та невдалих військових рішень у послідовників. Після того, як його знайшли і вивели зі стану анабіозу під час секретної місії основних сил Альянсу, яка обернулася ворожою пасткою, Джон Ґірі волею випадку опиняється на чолі відступаючого флоту, який зазнав значних втрат. Він мусить дати раду не лише цій ситуації, а й легенді про «Блек Джека», згідно якої, на думку навколишніх, він повинен діяти.
Оригінальна серія складається з шести книг, проте має ще дві серії продовження Beyond the Frontier та Outlands і дотичну спін-оф серію The Lost Stars, а також приквел The Genesis Fleet.
| # | Назва                      | Сторінок | Дата публікації | ISBN                |
| - | -------------------------- | -------- | --------------- | ------------------- |
| 1 | The Lost Fleet: Dauntless  | 304      | 27 червня 2006  | ISBN 978-0857681300 |
| 2 | The Lost Fleet: Fearless   | 295      | 30 січня 2007   | ISBN 978-0857681317 |
| 3 | The Lost Fleet: Courageous | 299      | 18 грудня 2007  | ISBN 978-0857681324 |
| 4 | The Lost Fleet: Valiant    | 284      | 24 червня 2008  | ISBN 978-0857681331 |
| 5 | The Lost Fleet: Relentless | 336      | 28 квітня 2009  | ISBN 978-0441017089 |
| 6 | The Lost Fleet: Victorious | 352      | 27 квітня 2010  | ISBN 978-0857681355 |

Beyond the Frontier
Продовження основної серії книжок
| #  | Назва                            | Сторінок | Дата публікації | ISBN                |
| -- | -------------------------------- | -------- | --------------- | ------------------- |
| 7  | Beyond the Frontier: Dreadnaught | 356      | 26 квітня 2011  | ISBN 978-0441020379 |
| 8  | Beyond the Frontier: Invincible  | 389      | 1 травня 2012   | ISBN 978-1937007454 |
| 9  | Beyond the Frontier: Guardian    | 416      | 7 травня 2013   | ISBN 978-0425260500 |
| 10 | Beyond the Frontier: Steadfast   | 386      | 6 травня 2014   | ISBN 978-0425260524 |
| 11 | Beyond the Frontier: Leviathan   | 323      | 5 травня 2015   | ISBN 978-0425260548 |

Outlands
Друге продовження основної серії. Це три останні на даний момент книжки.
| #  | Назва                | Сторінок | Дата публікації | ISBN                |
| -- | -------------------- | -------- | --------------- | ------------------- |
| 12 | Outlands: Boundless  | 336      | 18 травня 2021  | ISBN 978-0593198964 |
| 13 | Outlands: Resolute   | 384      | 28 червня 2022  | ISBN 978-0593198995 |
| 14 | Outlands: Implacable | 368      | 4 липня 2023    | ISBN 978-1789096187 |

The Lost Stars
Дотична серія.
| # | Назва                            | Сторінок | Дата публікації | ISBN                |
| - | -------------------------------- | -------- | --------------- | ------------------- |
| 1 | The Lost Stars: Tarnished Knight | 390      | 2 жовтня 2012   | ISBN 978-1937077822 |
| 2 | The Lost Stars: Perilous Shield  | 406      | 1 жовтня 2013   | ISBN 978-0425256312 |
| 3 | The Lost Stars: Imperfect Sword  | 369      | 7 жовтня 2014   | ISBN 978-0425272251 |
| 4 | The Lost Stars: Shattered Spear  | 342      | 3 травня 2016   | ISBN 978-0425272275 |

The Genesis Fleet
Приквел-трилогія написана після завершення 1го, але до написання 2го продовження.
| # | Title                         | Pages | Publication date | ISBN                |
| - | ----------------------------- | ----- | ---------------- | ------------------- |
| 1 | The Genesis Fleet: Vanguard   | 327   | 16 травня 2017   | ISBN 978-1101988343 |
| 2 | The Genesis Fleet: Ascendant  | 336   | 15 травня 2018   | ISBN 978-1101988374 |
| 3 | The Genesis Fleet: Triumphant | 336   | 21 травня 2019   | ISBN 978-1101988404 |

## Оповідання
5 оповідань, дотичних до The Lost Fleet, були опубліковані окремим виданням Rendezvous With Corsair.
Grendel описує битву, що призвела до замороження Ґірі в стані анабіозу.
Flèche розповідає про битву молодої лейтенантки Тані Десджані, за яку вона отримала найвищу нагороду Альянсу.
Shore Patrol розповідає, як молодий офіцер Джон Ґірі здобув своє видатне прізвисько "Black Jack".
Ishigaki відбувається в перші роки війни Альянсу проти Синдикатів, розповідаючи історію двох членів екіпажу колишнього крейсера Ґірі.
Rendezvous With Corsair описує історію Майкла Ґірі, його домовленість з офіцеркою Синдикатів Дестіною Арагон, втечу з в'язниці разом зі своєю командою, захоплення ворожого крейсера, непросту подорож до системи Кейн і зустріч зі флотом альянсу, що описана докладно у Outlands: Boundless. Ця історія значною мірою описує події, що були опубліковані у 5 коміксах "The Lost Fleet: Corsair"